# 100 років Національній медичній академії післядипломної освіти імені П. Л. Шупика (монета)
«100 ро́ків Націона́льній меди́чній акаде́мії післядипло́мної осві́ти і́мені П. Л. Шу́пика» — ювілейна монета номіналом 2 гривні, випущена Національним банком України. Присвячена закладу післядипломної освіти, сучасному науковому центру, який здійснює підготовку фахівців, наукових і педагогічних кадрів та підвищення кваліфікації лікарів, провізорів і молодших медичних спеціалістів для сфери охорони здоров'я. Академія є правонаступником Клінічного інституту для удосконалення лікарів, який був одним із перших навчальних і наукових закладів, утвореним у листопаді 1918 року за ініціативи медичної громадськості Києва — Спілки київських лікарів.
Монету введено в обіг 1 жовтня 2018 року. Вона належить до серії «Вищі навчальні заклади України».

## Опис та характеристики монети
| Номінал грн. | Метал      | Маса, грам | Діаметр, мм. | Якість виготовлення       | Гурт     | Тираж, штук |
| ------------ | ---------- | ---------- | ------------ | ------------------------- | -------- | ----------- |
| 2            | нейзильбер | 12,8       | 31           | спеціальний анциркулейтед | рифлений | 30 000      |

### Аверс
На аверсі монети розміщено: угорі — напис «УКРАЇНА», під яким — малий Державний Герб України; у центрі — на тлі стилізованих хреста і земної кулі — символ медицини — чаша зі змією, рік карбування монети — «2018» (ліворуч) та логотип Банкнотно-монетного двору Національного банку України (праворуч); унизу — номінал «2/ГРИВНІ»; на дзеркальній поверхні девіз академії українською мовою та латиною: «СТАБІЛЬНІСТЬ·ДОСКОНАЛІСТЬ·ВІДДАНІСТЬ» (ліворуч півколом) «VIRTUS·EXCELLENTIA·FIDELITAS» (праворуч півколом).

### Реверс
На реверсі монети розміщено: угорі в медальйоні портрет П. Л. Шупика, написи: «НАЦІОНАЛЬНА/» стилізовано «МЕДИЧНА» (буква М — червона, використано тамподрук)«/ АКАДЕМІЯ/ ПІСЛЯДИПЛОМНОЇ ОСВІТИ/ ІМЕНІ П. Л. ШУПИКА»; унизу книга, по обидві сторони від якої роки: «1918» та «2018».

## Автори

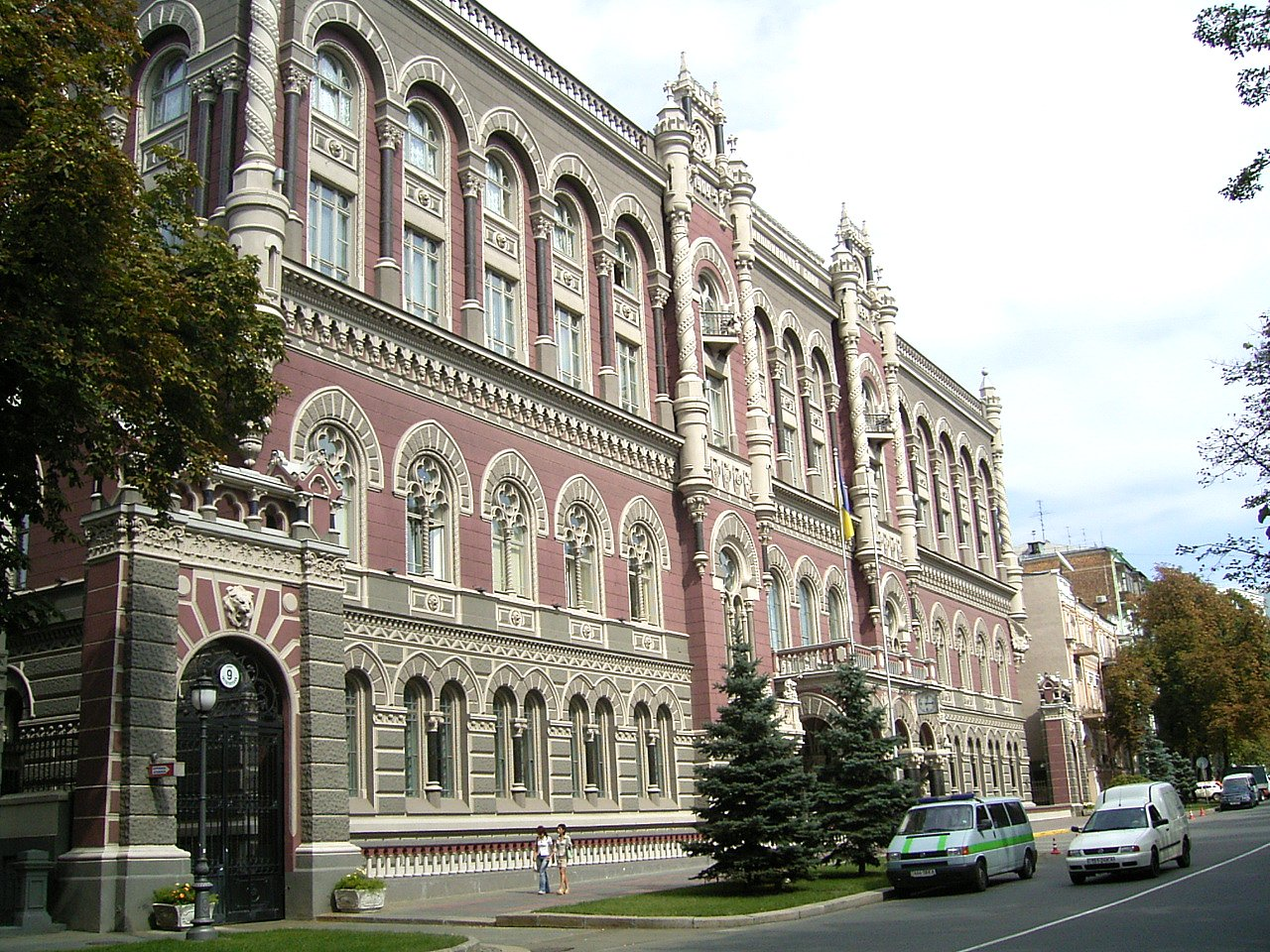
Будівля Національного банку України

- Художники: Таран Володимир, Харук Олександр, Харук Сергій.
- Скульптори: Демяненко Анатолій, Дем'яненко Володимир.

## Вартість монети
Під час введення монети в обіг 2018 року, Національний банк України реалізовував монету через свої філії за ціною 49 гривень.
Фактична приблизна вартість монети, з роками змінювалася так:
| Рік        | 2019 | 2020 | 2021 | 2022 | 2023 | 2024 | 2025 |
| ---------- | ---- | ---- | ---- | ---- | ---- | ---- | ---- |
| Ціна, грн. | 60   | 60   | 65   | 70   | 120  | 180  | 210  |